# Jakob Čemažar
Jakob Čemažar, slovenski rimskokatoliški duhovnik in narodni delavec, * 15. julij 1874, Železniki, † 20. junij 1924, Mala Nedelja.

## Življenje in delo
Rodil se je očetu Valentinu in materi Ani (rojena Božič). Bogoslovje je začel študirati v Ljubljani in ga v 4. letniku končal v Gorici, kjer je bil 25. julija 1888 tudi posvečen v mašnika. Kot kaplan je služboval v Krkavčah (1888-1889) in na Opčinah (1899-1904), bil župnik v Koštaboni (1904-1911) ter v Šmarju pri Kopru (1911-1923). Za priznanje zaslug za pastirsko delo je bil leta 1919 imenovan za častnega svetovalca Škofije Trst.
Ker je v Cerkvi branil pravico do uporabe slovenskega jezika, so ga fašistični skrajneži večkrat fizično napadli in dosegli, da je izgubil italijansko državljanstvo ter ga avgusta 1923 izgnali iz Italije. Bivši tržaški škof Andrej Karlin ga je sprejel v Škofijo Maribor in ga 11. oktobra 1923 imenoval za župnika v Mali Nedelji. Fašistično preganjanje ga je psihično in fizično tako izčrpalo, da je sedem mesecev kasneje umrl.